# Theodor Weishaupt

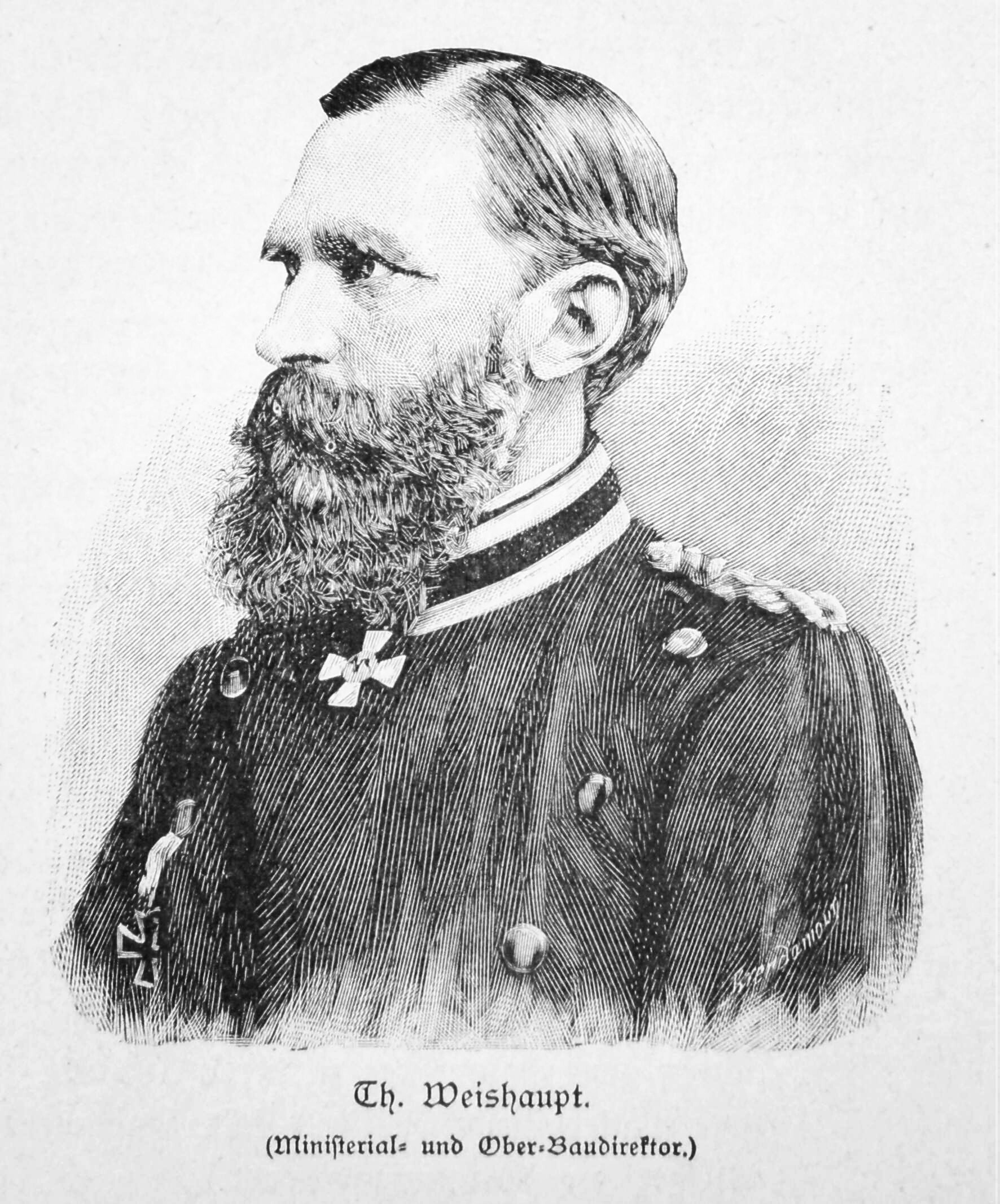
Theodor Weishaupt

Theodor Weishaupt (* 8. April 1817 in Magdeburg; † 5. April 1899 in Berlin) war ein deutscher Bauingenieur.

## Werdegang

### Ausbildung
Julius Alexander Theodor Weishaupt, das drittälteste Kind des Magdeburger Kreisbauinspektors Weishaupt, erhielt seine erste wissenschaftliche Ausbildung auf dem Gymnasium in Quedlinburg am Harz, hier war er auch Schüler von Karl Ferdinand Ranke. Beeinflusst vom Vorbild seines älteren Bruders Hermann wählte er den Bauberuf und bestand 1835 die Feldmesserprüfung. Von 1836 bis 1839 studierte er an der Bauakademie in Berlin, daran schloss sich bis 1842 ein Praktikum im Land-, Wasser- und Wegebau an. Hiermit waren die Voraussetzungen für die 1843 erfolgte erfolgreiche Prüfung als Land-, Wege- und Wasserbauinspektor gegeben. Für seine berufliche Laufbahn wandte er sich danach mit kurzen Unterbrechungen dem Eisenbahnbau zu.

### Laufbahn
Folgende Stationen prägten seine bemerkenswerte Berufskarriere:
- bis 1848: Abteilungsbaumeister in der Thüringischen Eisenbahngesellschaft, zuständig für den Bau der schwierigen Strecke: Weißenfels – Naumburg – Kösen – Sulza.
- 1848–1849: Wasserbauinspektor in Bromberg, Bauleiter am Bromberger Kanal.
- 1849: Eintritt in die Preußische Ostbahn mit Dienstsitz erst in Danzig, später in Bromberg als Vorsteher des technischen Zentralbüros.
- 1850: Ernennung zum Eisenbahnbaumeister und Berufung nach Berlin ins Ministerium für Handel, Gewerbe und öffentliche Arbeiten.
- 1852: Ernennung zum Eisenbahn-Bauinspektor.
- Frühjahr 1853: Entsendung nach Bromberg als Mitglied der Königlichen Direktion der Ostbahn mit erfolgreichem Wirken für die Errichtung von Verwaltung und Betrieb der Ostbahn.
- 1855: Versetzung in die Direktion der Aachen-Düsseldorf-Ruhrorter Eisenbahn-Gesellschaft.
- 1856: Ernennung zum Regierungs- und Baurat und Berufung ins Ministerium als Vorsteher des technischen Eisenbahnbüros, Mitglied des Ministeriums bis 1878
- 1858: Ernennung zum Geheimen Baurat.
- 1862: Beförderung zum Geheimen Ober-Baurat.
- 1869: Beförderung zum Oberbaudirektor mit dem Rang eines Rates Erster Klasse.
- 1878 bis 1880: Chef der Bauabteilung[2]

#### Tätigkeit für zivile Zwecke
Im Rahmen seiner insgesamt 22-jährigen Tätigkeit im Ministerium wurden zahlreiche Staatsverträge mit ausländischen Bahnverwaltungen von ihm mitverhandelt und unterzeichnet, so zum Beispiel:
- Staatsvertrag zwischen Preußen, Sachsen-Weimar, Sachsen-Meiningen, Schwarzburg-Rudolstadt und Reuß j. L., betreffend die Anlage der Bahnstrecke Gera-Eichicht. Vom 18. März 1867
- Staatsvertrag zwischen Preußen und Hessen in Betreff der Eisenbahnen von Gießen nach Gelnhausen, von Gießen nach Fulda und von Hanau nach Friedberg. Vom 12. Juni 1868[3]
- der  Vertrag zwischen dem Deutschen Reich und Oesterreich-Ungarn wegen Herstellung einer Eisenbahn zwischen Leobschütz und Jägerndorf und einer Eisenbahn zwischen Neiße und Olbersdorf vom 21. Mai 1872
- der  Vertrag zwischen dem Deutschen Reich und Oesterreich-Ungarn wegen Herstellung einer Eisenbahn zwischen Görlitz und Reichenberg vom selbigen Datum
- Bevollmächtigter des Norddeutschen Bundes bei der Berner Konferenz im September 1869 zur Gotthardbahn[4]

Des Weiteren informierte er sich auf Reisen, auch gemeinsamen mit seinem Bruder Hermann (damals technisches Mitglied der Königlichen Eisenbahndirektion in Elberfeld), nach Frankreich, England und Italien über das dortige Eisenbahn- und Tunnelbauwesen. 
Er war Mitglied 
- der Jury der Pariser Weltausstellung 1867,[5]
- der technische Oberbaudeputation,
- des Oberprüfungsamtes,
- der statistischen Zentralkommission.

Weishaupt bekleidete auch mehrere Ehrenämter, so im Berliner Verein für Eisenbahnkunde, dessen Vorsitzender er von 1869 bis 1877 war und als Mitglied des Berliner Architektenvereines, dem er seit 1838 angehörte.
1880 ging er in den Ruhestand.

#### Tätigkeit für militärische Zwecke
Die Tätigkeit im preußischen Ministerium für Handel, Gewerbe und öffentliche Arbeiten brachte es mit sich, dass Weishaupt der militärischen Nutzung der Eisenbahn besondere Aufmerksamkeit widmete. Viele Dienstanweisungen und Erlasse bis ins Jahr 1870 sind wesentlich auf seine Mitwirkung und Anregung zurückzuführen. Aber er war auch in der Lage, seine praktischen Erfahrungen hier in verstärktem Maße einzubringen, so bei der eingeleiteten Truppenbeförderung 1859 an den Rhein infolge des Sardinischen Krieges. Des Weiteren konnte er seine Kenntnisse in den Kriegen von 1864 und 1866 anwenden und weiter vertiefen. Seine Fähigkeiten brachten ihm die uneingeschränkte Anerkennung der obersten Militärbehörden und die Beiordnung zur Exekutivkommission für Truppentransporte beim Großen Generalstab ab 1866 ein. 
Als Höhepunkt seines militärischen Wirkens kann sicher sein Einsatz als Ministerialdirektor für die Eisenbahnabteilung während des Deutsch-Französischen Krieges bewertet werden. Hier wurde er erst bei der Durchführung des Eisenbahn-Aufmarsches, und später im Aufbau und dem Betrieb der Feldeisenbahn-Abteilungen wirksam.
Als Mitglied der Exekutiv-Kommission für die norddeutschen Mobilmachungstransporte in Berlin setzte er sich energisch für die Organisation eines möglichst reibungslosen Ablaufes der Transporte ein. Vom 16. Juli 1870 bis zum Abschluss des Aufmarsches am 3. August wurden 384.000 Mann Infanterie, 50.000 Mann Kavallerie und 1600 Geschütze an den Kriegsschauplatz transportiert, und das mit Hilfe von 43 verschiedenen selbstständigen deutschen Bahnverwaltungen und ohne zusammenhängende Staatsbahnlinie zwischen Berlin und dem Rhein. 
Die norddeutschen Truppentransporte wurden über die folgenden 6 verschiedene Linien geführt, die jeweils durch Linienkommissionen geleitet wurden:
Linie A: Berlin – Hannover – Köln – Bingerbrück – Neunkirchen
Linie B: Leipzig bzw. Harburg – Kreiensen – Mosbach (Bierbrich)
Linie C: Berlin – Halle – Kassel – Frankfurt – Mannheim – Homburg
Linie D: Dresden bzw. Leipzig – Bebra – Fulda – Kastel (Mainz)
Linie E: Posen – Görlitz – Leipzig – Würzburg – Mainz – Landau
Linie F: Münster – Düsseldorf – Köln – Call in der Eifel
Bei Weishaupt liefen die Fäden zusammen, was folgendes Telegramm der Exekutiv-Kommission an den General-Intendanten der Armee anschaulich macht:
„Die von der Armee-Intendantur gewünschten Transporte sind unter genauer Angabe von Quantum, Zeitpunkt, Aufgabe- und Adreß-Station bei der Exekutiv-Kommission, Ministerial-Direktor Weishaupt hierselbst, eventuell unter Bezeichnung dringlich oder sehr dringlich anzumelden, welcher das Weitere, soweit nur irgend die Mittel reichen, veranlassen wird….“
Auch kam es bei den Truppentransporten nicht selten zu Störungen, den besonderen Bedingungen der Mobilmachung, aber auch Inkompetenzen der Verantwortlichen vor Ort geschuldet waren. Hier griff Weishaupt von Berlin aus telegraphisch ein, folgendes Beispiel soll dies belegen:
Im Bereich der Linienkommission D kam es im Bereich der Bahnlinie Bebra – Hanau zu Stockungen, statt der täglich erforderliche  12 Züge konnten nur  8 Züge die Strecke in beiden Richtungen passieren. Daraufhin forderte die Linien-Kommission D bei der zentralen Exekutivkommission und demnach bei Weishaupt zusätzliche Maschinen an. Weishaupt antwortete:
Bebra – Hanau hat auf 19 Meilen 34 Maschinen, 40 Lokomotivführer und Heizer, also genügend Personal und Maschinen für 12 Züge täglich in jede Richtung.
Die Ursache für die verminderte Kapazität der Strecke war aber eine andere, was durch folgendes Telegramm der Linienkommission D vom 27. Juli 1870 erhellt wurde:
Sämmtliche D-Züge bisher, mit Ausnahme von D I, überschreiten bedeutend die vorgeschriebene Achsstärke  . . . . D VI statt 93 Achsen 142 Achsen. Bei derartiger unvorhergesehenen Stärke der Züge kann schließlich Maschinenkraft nicht ausreichen. Die Linienkommission begründete die hohe Achszahl der Züge durch die geringere Tragfähigkeit der thüringischen Wagen.
Weishaupt antwortete:
27. Juli: Direktion Cassel führt Klage, daß zu lange Züge – 142 Achsen – und eingelegte Proviantzüge über Bebra – Hanau geführt werden, die zu solcher Leistung nicht fähig ist. Die Kommission hat nachdrücklichst solchen Ausschreitungen entgegenzutreten ...
28. Juli: Züge zu 135 Achsen viel zu schwer. Regelmäßige Durchführung der Transporte damit unmöglich. Geringe Tragfähigkeit der thüringer Wagen bedauerlich. Wenn Züge bis zu 110 Achsen stark, darf weder Proviant noch Munition mitgegeben werden. Die Linienkommission hat hierauf mit aller Strenge zu halten.
Letztendlich stellte die Exekutivkommission doch zusätzliche Maschinen zur Verfügung, um das völlig außer Takt geratene Tagesintervall mit Verspätungen bis zu 6 Stunden durch die Umleitung von Leerzügen wiederherzustellen.
Während und nach Beendigung des Aufmarsches hatte Weishaupt als Chef der Feldeisenbahn-Abteilungen auch maßgeblichen Anteil bei der Wiederherstellung und Organisation des Eisenbahnbetriebes in den eroberten französischen Gebieten. Diese Feldeisenbahn-Abteilungen hatten die Aufgabe, die Eisenbahnen des Gegners in Besitz zu nehmen, Hemmnisse zu beseitigen, zerstörte Bauwerke wiederherzustellen, in den Stationen und auf den Strecken die zu militärischen Zwecken aller Art erforderlichen Veränderungen vorzunehmen und wenn nötig den Betrieb zu übernehmen. Auch mussten beim Rückzug Eisenbahnanlagen zerstört werden. Es gab 5 Feldeisenbahn-Abteilungen mit Eisenbahntechnikern, Beamten, Arbeitern und Militärpersonal mit bis zu 75 Mann Pionieren und 100 Mann Hilfsarbeitern je Abteilung.
Letztendlich trug Weishaupt auch Verantwortung für die Rückführung der Truppen nach Friedensschluss. Weishaupt wurde für seine Verdienste im Krieg 1870/71 mehrfach ausgezeichnet und lobend erwähnt.

### Mitglied des Bundesrates
Weishaupt wurde von 1870 bis 1874 in den Bundesrat des Deutschen Zollvereins und des Norddeutschen Bundes, später des Kaiserreiches berufen. Er besaß das Vertrauen Bismarcks in Eisenbahnfragen, der ihn als Fachmann besonders schätzte.

### Veröffentlichungen
Theodor Weishaupt hat mehrere Fachartikel, vor allem in der Zeitschrift für Bauwesen verfasst:
- 1851:
  - „Das neue Schienenprofil der Niederschlesisch-Märkischen Eisenbahn“
  - „Die Eisenbahnen Sardiniens“
- 1852:
  - „Englische Fähranstalten für Eisenbahnzwecke“
  - „Von Tubular-Balkenbrücken“
- 1853:
  - „Ueber das Imprägnieren der Oberbau-Schwellen usw.“
  - „Gitterbrücken der preußischen Eisenbahnen“
- 1857:
  - „Sicherheitsvorrichtungen für die Eisenbahnen von Vigniéres“
  - „Die Homberg-Ruhrorter Rhein-Traject-Anstalt“
- 1858:
  - „Notizen, das Eisenbahnwesen betreffend, gesammelt auf einer Reise nach Sardinien im April und Mai 1857“[12]